# Neoalcis
Neoalcis là một chi bướm đêm thuộc họ Geometridae.